# Robert LeGendre
Robert LeGendre   (Lewiston, 7 de gener de 1898 - Brooklyn, 21 de gener de 1931) va ser un atleta estatunidenc que va competir durant la dècada de 1920.
Va disputar la prova del pentatló en dues edicions dels Jocs Olímpics, el 1920 i 1924, on fou quart i tercer respectivament. Maldà en l'intent de classificar-se per disputar la prova del salt de llargada dels Jocs de 1924, tot i que va establir un nou rècord del món de l'especialitat durant la disputa de la prova del pentatló dels Jocs de 1924 amb un salt de 7.76 metres. Guanyà la prova del pentatló dels Jocs Inter-aliats de 1919, superant a Eugene Vidal i Géo André.
Mentre estudià a la Universitat de Georgetown també va jugar a futbol americà i beisbol. Es va treure el doctorat en filosofia i odontologia i posteriorment signà un contracte com a actor amb Hollywood. Quan va deixar la carrera cinematogràfica passà a treballar de dentista a Washington.

## Millors marques
- Decatló. 6.576 punts (1920)
- Salt de llargada. 7.76 m (1924)
- 200 metres. 22.4" (1919)[1][4]